# Біорізноманіття Нової Каледонії
Біорізноманіття Нової Каледонії вважається одним із найцікавіших у світі й відзначається високим рівнем ендемізму.
Нова Каледонія — це група островів, розташованих трохи вище тропіка в південній частині Тихого океану. Займає площу 18 576 км², включає головний острів Нова Каледонія (Гранд-Терр, фр. Grande Terre, 16 372 км2), острови Луайоте (1981 км²) та декілька груп малих островів. Новокаледонський бар'єрний риф довжиною майже 1600 км відмежовує найбільшу в світі лагуну площею близько 23,4 тис. км². Клімат тропічний, морський.
Ізольована сьогодні серед Тихого океану, Нова Каледонія в далекому минулому була частиною Гондвани, південного суперконтиненту, з якого згодом утворилися Австралія, Антарктида, Індія, Африка і Південна Америка. Приблизно 180 мільйонів років тому Нова Каледонія відокремилась від Австралії разом із місцевими зразками гондванської флори та фауни юрської доби, які продовжили на островах свою еволюцію вже в умовах ізоляції.
Суходіл Нової Каледонії включає п'ять основних екосистем: сухий ліс (фр. Forêt sèche), дощовий ліс (фр. Forêt humide); маквіс (фр. Maquis minier) в районах видобування корисних копалин, савани найолі (фр. Savane à niaoulis) і мангровий ліс (фр. Mangrove). Окрему екосистему утворюють лагуни Нової Каледонії. Кожна з цих екосистем має власну флору та фауну. Вона включає багато унікальних видів рослин, комах, птахів і рептилій.

## Рослинний світ
Попри свої невеликі розміри, що в 20 разів менші за Францію, Нова Каледонія має екстраординарні природні багатства й є домівкою для майже такої самої кількості наземних рослин. Тут налічується близько 3261 видів судинних рослин, 76 % із них є ендемічними. За рівнем ендемізму архіпелаг займає третє місце в світі після Гавайських островів з 89 % і Нової Зеландії з 82 %. П'ять родин рослин Нової Каледонії не існують більше ніде. Рослинність островів має більше спільного з Австралією, ніж з її більш близьким тропічним сусідом — Вануату.
Сучасники динозаврів голонасінні (Gymnospermes) ростуть у районах з екстремальними умовами для існування. Серед них 18 видів родини араукарієвих (Araucariaceae), найвідомішими з яких є представники роду араукарія (Araucaria). Це, зокрема, араукарія коралова (Araucaria columnaris), ендемік Нової Каледонії, найхарактерніше дерево головного острова. Вона сягає висоти 30-45 метрів і зовні нагадує сосну. Гілки мають довжину всього два метри, що надає дереву циліндричну форму. Коралова араукарія поширена уздовж лісистого східного узбережжя та на півдні, росте на низьких пагорбах уздовж складчастої берегової лінії, а також на прибережних островах. Зазвичай росте по-одинці, в прибережних районах — групами. Це дерево має сильну культурну й символічну цінність в канацькій традиції. Її саджають у священних місцях, і вона втілює в собі владу вождя. Групи араукарій, які можна спостерігати у внутрішніх районах, використовувались для визначення територій розселення племен. Іншим відомим місцевим представником родини араукарієвих є агатис, або каорі (Agathis).
Амборела (Amborella trichopoda), ще один ендемік Нової Каледонії, належить до найстарішого й, як уважається, найпримітивнішого роду покритонасінних (квіткових) рослин. Ботаніки називають амборелу «матір'ю всіх квітів» планети, адже вона зберігає свій зовнішній вигляд вже  протягом близько 135 мільйонів років.
У вічнозелених лісах часто зустрічаються орхідеї (Orchidaceae), деякі види яких вражають кількістю та кольорами своїх квітів. Багато тут і представників родини миртових (Myrtaceae), серед яких 67 ендемічних видів. Сизигіум Syzygium acre має дуже велике, до 1 метра завдовжки, листя, а схожі на троянди квіти групами зібрані на стовбурі.
Є на Новій Каледонії також пальми, серед яких Chambeyronia macrocarpa. В молодому тропічному лісі її легко впізнати за яскраво-червоним молодим листям.
У тропічних лісах росте одна з найбільших папоротей в світі, деревоподібна папороть циатея Cyathea intermedia, що сягає до 35 метрів заввишки. Її стовбур дуже твердий і використовується місцевими жителями для вирізання скульптур та виготовлення стріл. Деревоподібна папороть також знаходить застосування в традиційній медицині.
Найхарактернішим деревом саван у північній і західній частині острова Гранд-Терр є найолі (Melaleuca quinquenervia), родич евкаліпта. Це дерево має білу кору, яка майже зовсім не згорає, відшаровується клаптиками, використовується для отримання чудової лікарської олії, подібної до евкаліптової. Завдяки своїй здатності виживати після лісової пожежі, найолі відіграє важливу екологічну роль, підтримуючи безперервність рослинного покриву.

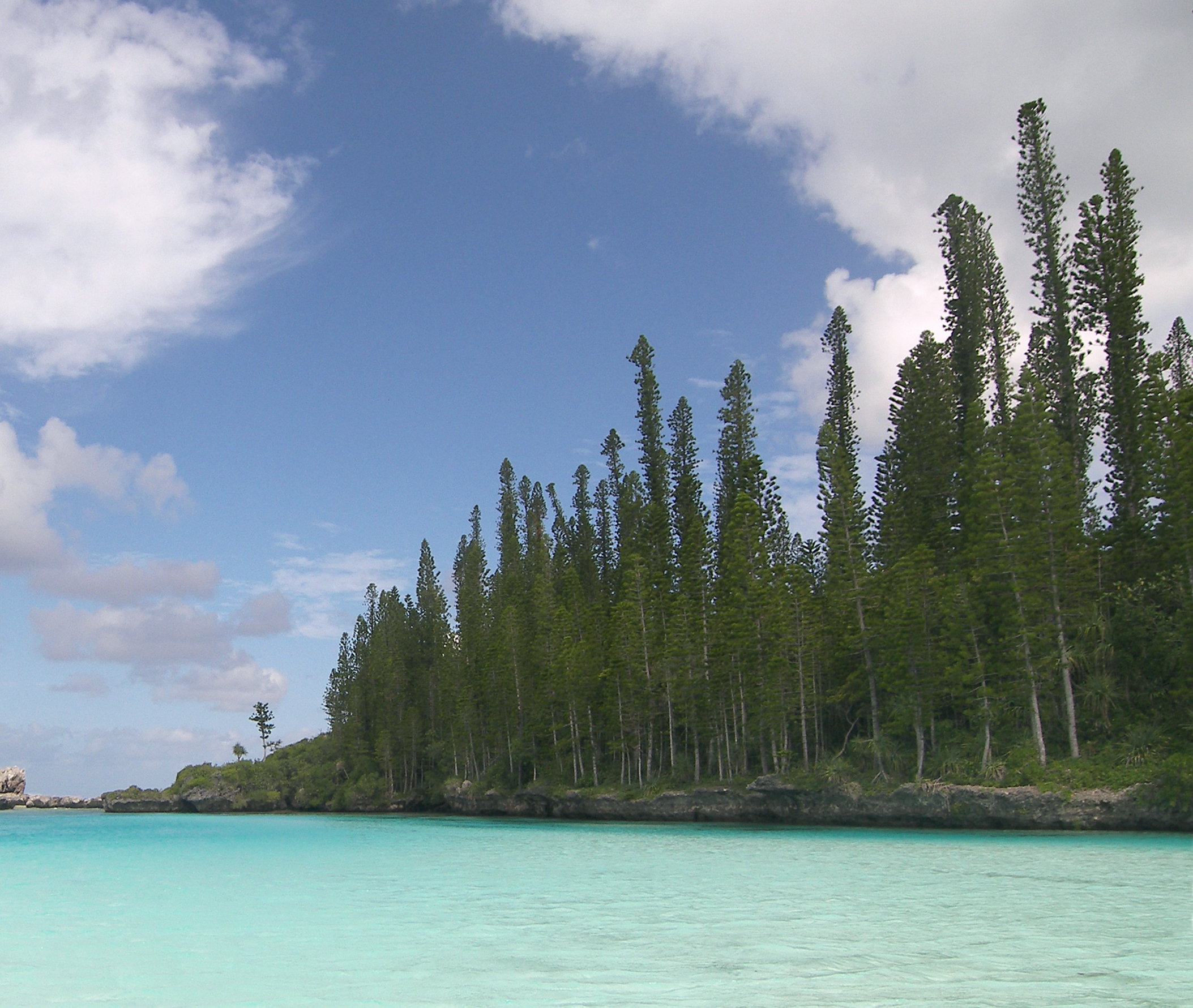
Араукарія коралова
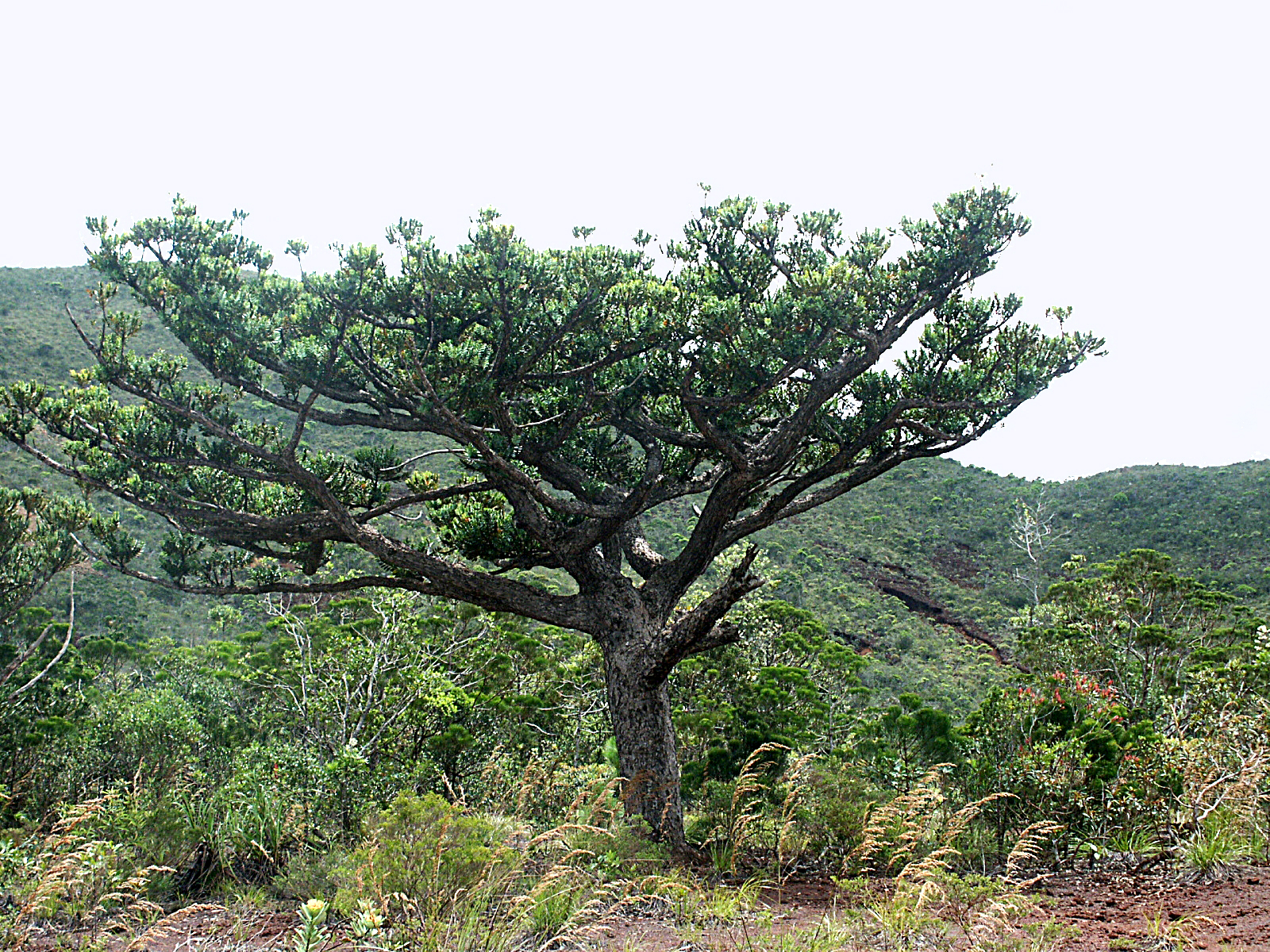
Агатис (Agathis ovata)
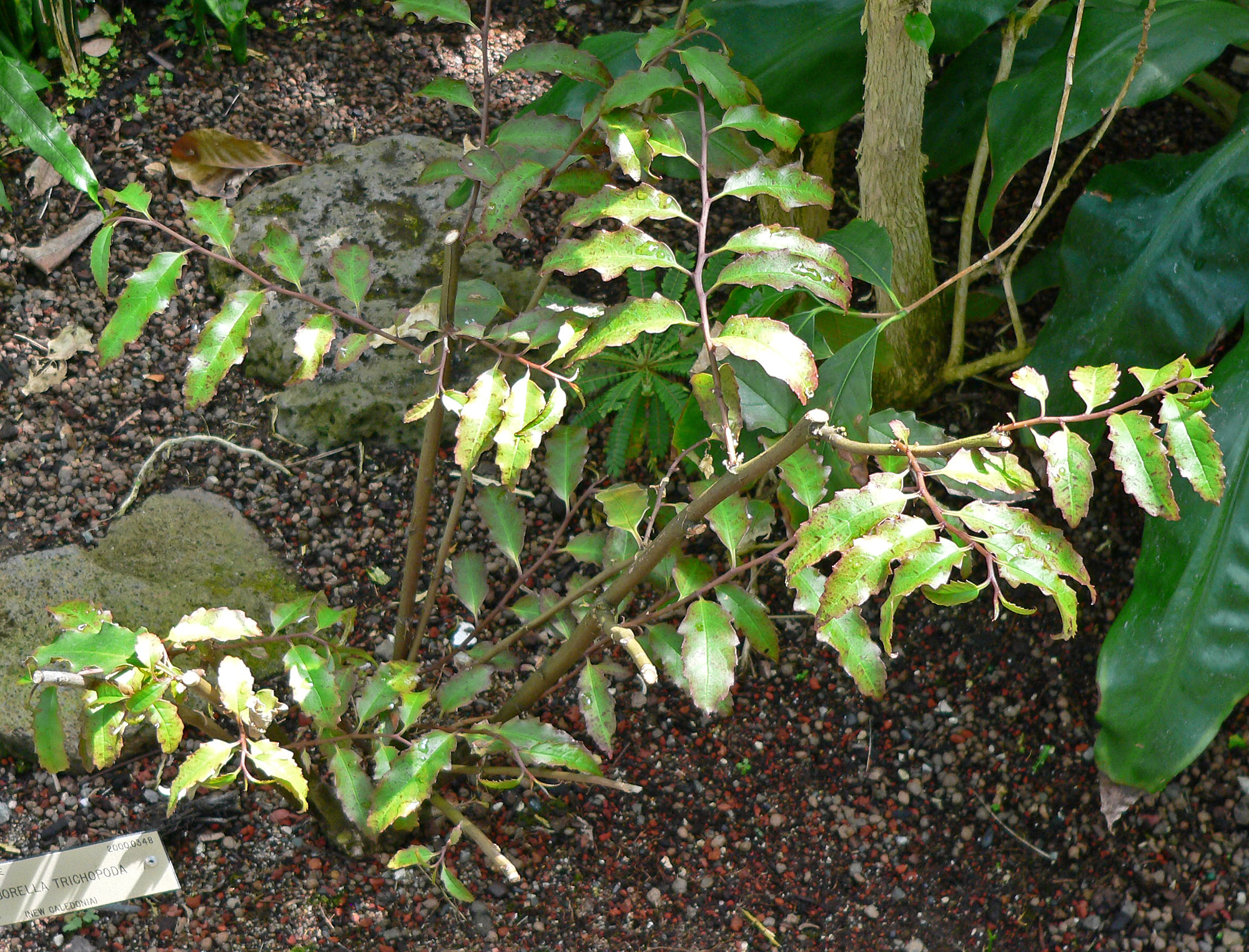
Амборела волосоніжка
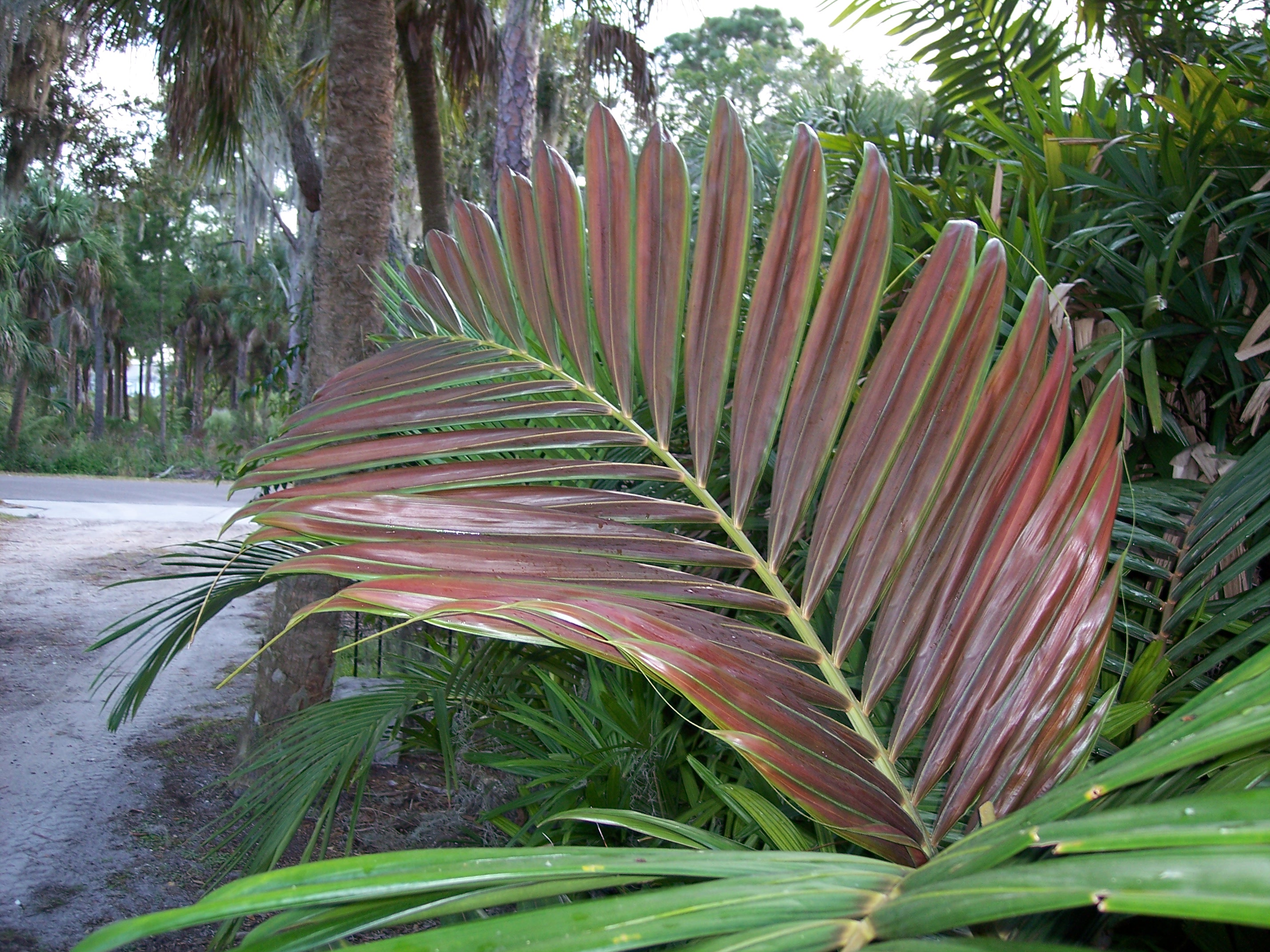
Chambeyronia macrocarpa
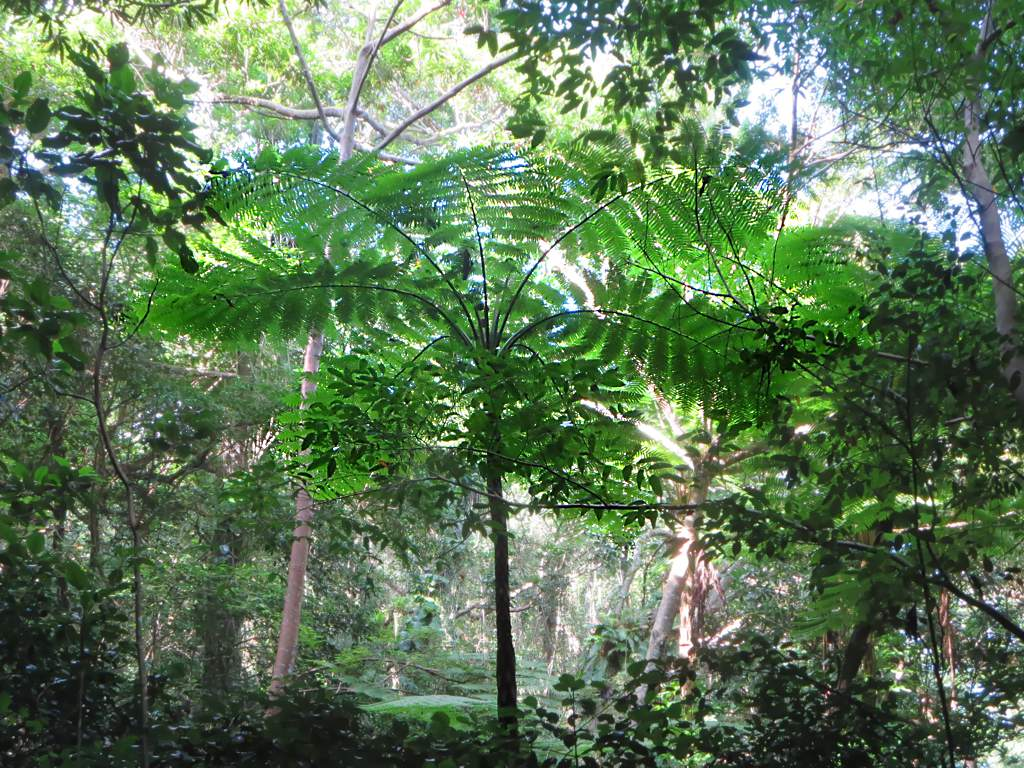
Cyathea intermedia
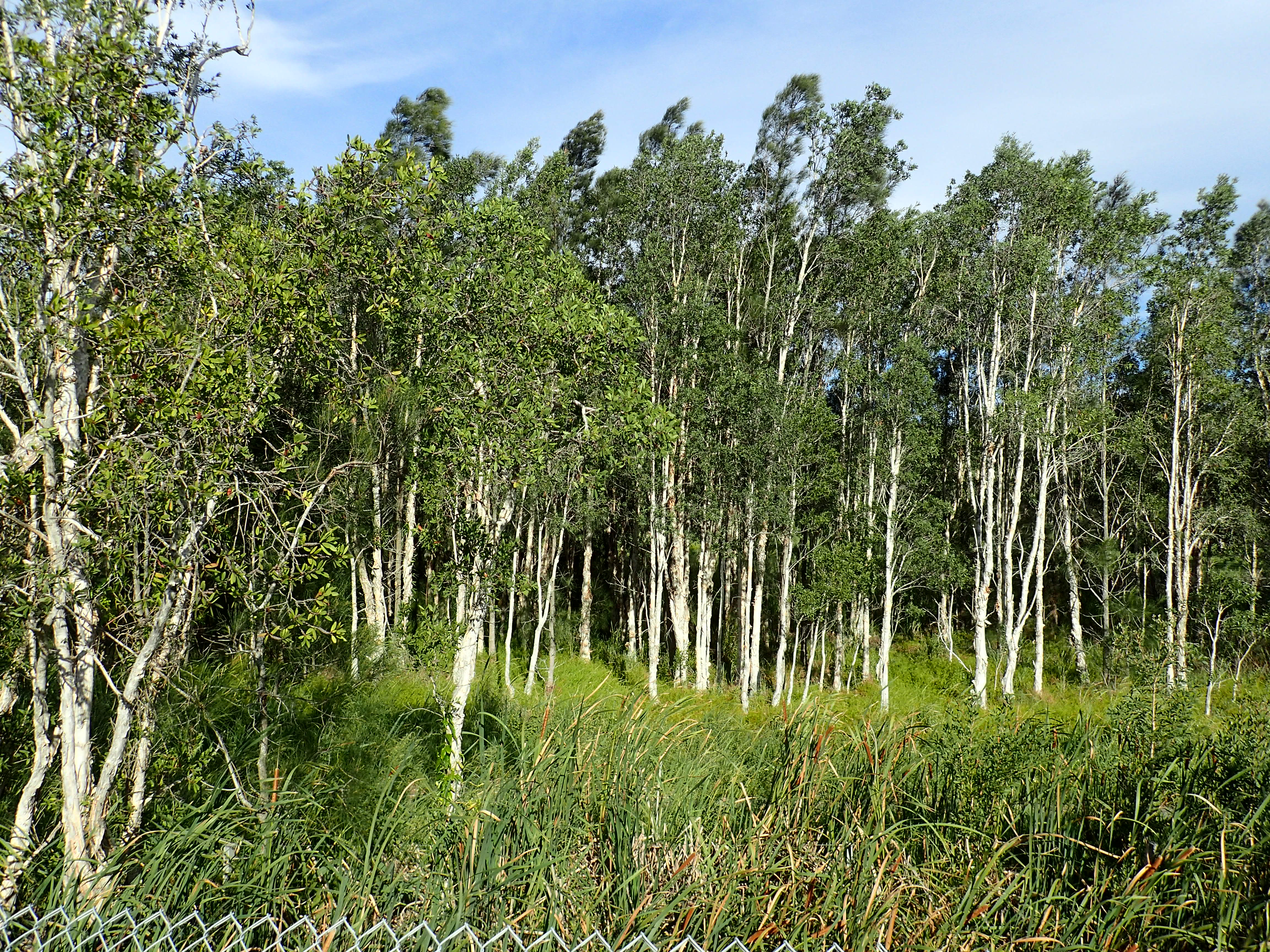
Гай з найолі

## Наземна фауна
Ізольоване існування Нової Каледонії сприяло також розвитку оригінальної фауни. Наземна фауна спочатку не включала жодного із ссавців, за виключенням рукокрилих (криланів та кажанів), які потрапили на острови повітрям. Новокаледонська летюча лисиця (Pteropus vetulus) вперше з'явилася 65 мільйонів років тому. Цей крилан харчується соком із фруктів та нектаром з квітів. Відіграє дуже важливу роль, поширюючи в лісах насіння та пилок. Летюча лисиця сідає на великі дерева вологих вічнозелених лісів, і відпочиває, перевертаючись вниз головою, використовує при цьому свої потужні кігті, щоб триматися на гілках.
Свині були невідомі корінним народам до контакту з європейцями. Олені, яких нині багато в саванах на західних рівнинах Гранд-Терр, також були завезені людиною, походять від двох пар, завезених 1862 року.
У Новій Каледонії живе найбільший у світі вид гекона (Rhacodactylus leachianus), довжина якого може сягати 35 см. Він живе в лісі, веде нічний спосіб життя, харчуючись у темряві фруктами, нектаром і комахами. Всього на островах відомо 15 ендемічних видів геконів. На островах немає земноводних.
88 видів птахів виявлені в Новій Каледонії, з них 18 є ендемічними. Новокаледонська ворона (Corvus moneduloides) має світову репутацію через свій інтелект і спритність у використанні інструментів для добування їжі. Її панічно бояться мисливці, адже крик цього птаха відлякує потенційну здобич. Новокаледонський яструб (Accipiter haplochrous) є єдиним ендемічним хижим птахом Нової Каледонії. Він часто зустрічається в лісових районах від гір до узбережжя. Може досить близько підходити до людей, але полювання і вилов його заборонені. Віддані самці й самиці вибирають собі пару на все життя.
Птах кагу (Rhynochetos jubatus) є ендеміком і символом Нової Каледонії. Цей птах, що не літає, розміром з маленького півня, на тілі має чудове м'якого сірого кольору пір‘я, що контрастує із смугастими коричнево-білими крилами. Коли птах обурений, у нього піднімається гребінь, а його крик схожий на собачий гавкіт. До приходу людей кагу не стикався з хижаками. Він живе постійними парами серед тропічних лісів і високих гір. Їсть комах, черв'яків і равликів. Відкладає тільки одне яйце на рік, повільний на землі, через що перебуває під загрозою вимирання. Собаки часто наздоганяють і загризають його. Менше 2000 особин збереглося в різних місцях головного острова. Кагу перебуває під охороною, полювати й ловити його заборонено. Завдяки реалізації програми збереження чисельність цього унікального птаха стабілізувалася.
Ще один ендемік Нової Каледонії, якого можна часто побачити або почути, — це новокаледонський пінон (Ducula goliath), місцева назва ноту (фр. Notou). Він живе в тропічних лісах острова Гранд-Терр. Це найбільший деревний голуб у світі. Він прикрашений синьо-сірого кольору пір'ям на спині та фіолетовим на крилах, очі яскраво-червоні. Його важко побачити, але можна легко визначити за глухим криком. Новокаледонський тілопо (Drepanoptila holosericea) справжній майстер польоту між деревами.
Садового какарікі (Eunymphicus uvaeensis) миттєво можна впізнати за темно-синіми крилами та хвостовим оперенням, жовтою шиєю й червоною головою. Його можна побачити в щільних заростях, прослідковуючи крики птаха. Вид знаходиться під загрозою вимирання через щезання його природних місць існування в лісах на півночі острова Нова Каледонія, а також незаконне полювання. Лише кілька сотень екземплярів цього папуги досі існують у дикій природі.
Австралійську султанку (Porphyrio melanotus) з червоним дзьобом і синім тілом часто помічають, коли вона бігає серед кемпінгів на західному узбережжі.

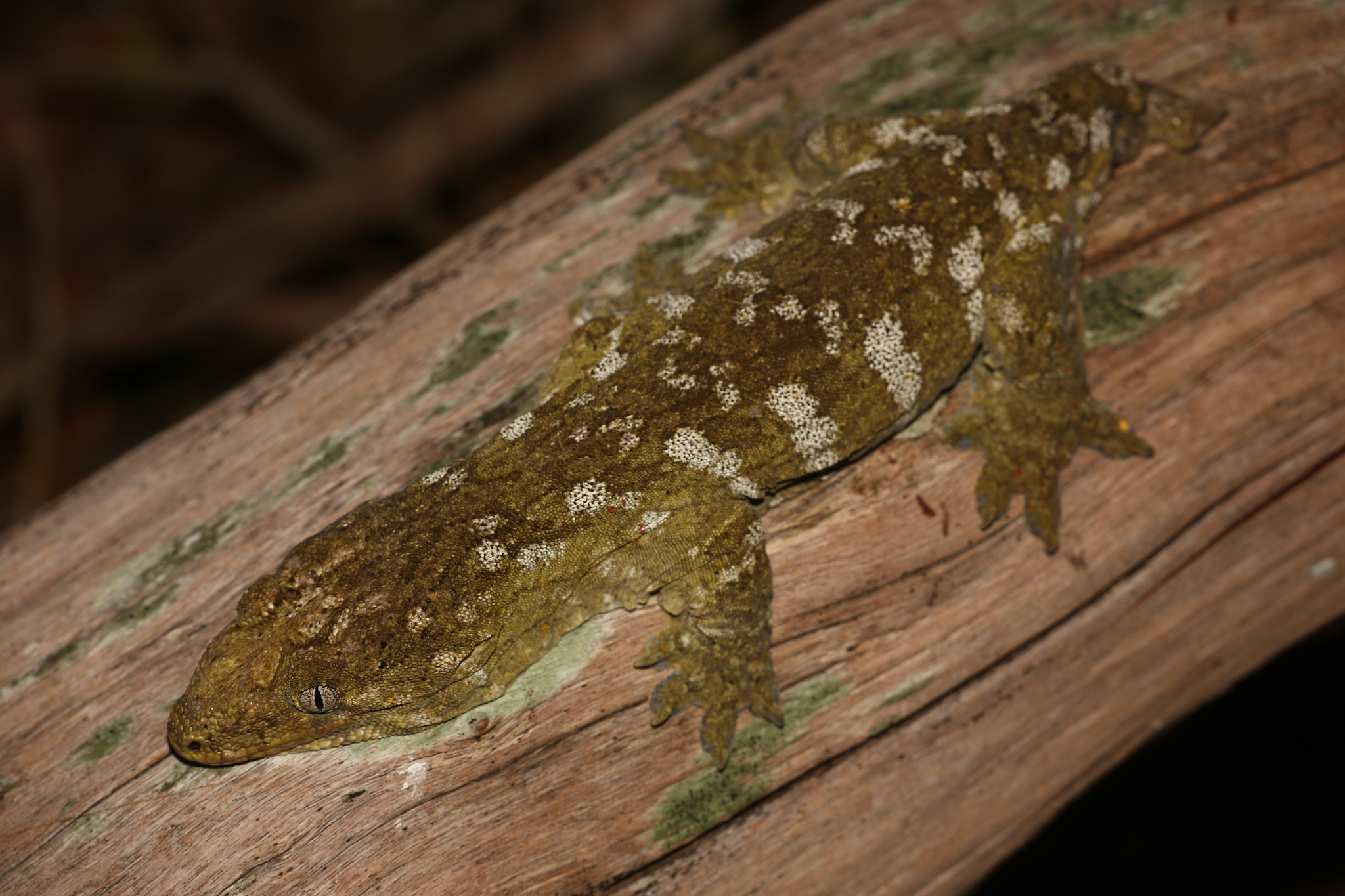
Гекон Rhacodactylus leachianus
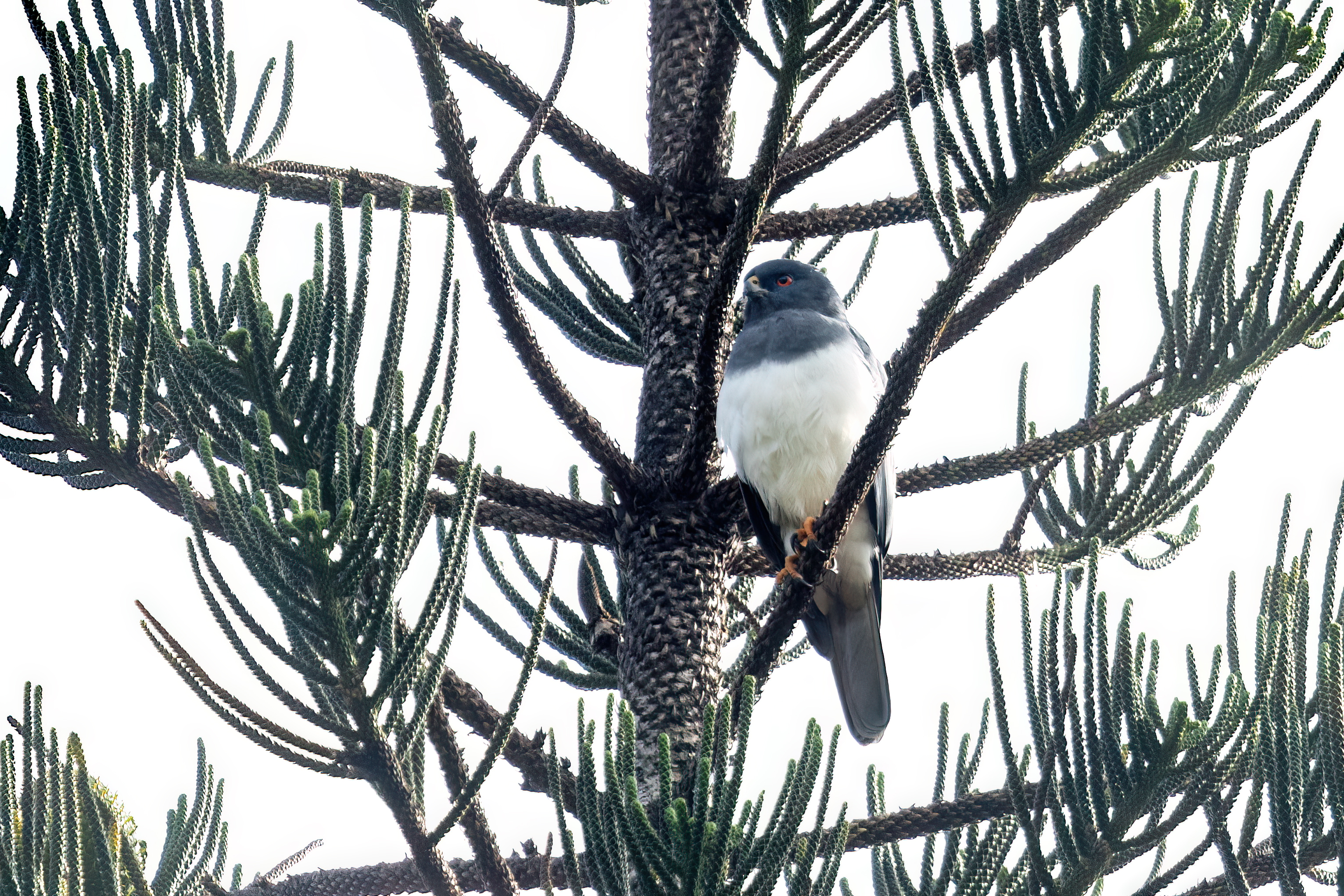
Новокаледонський яструб
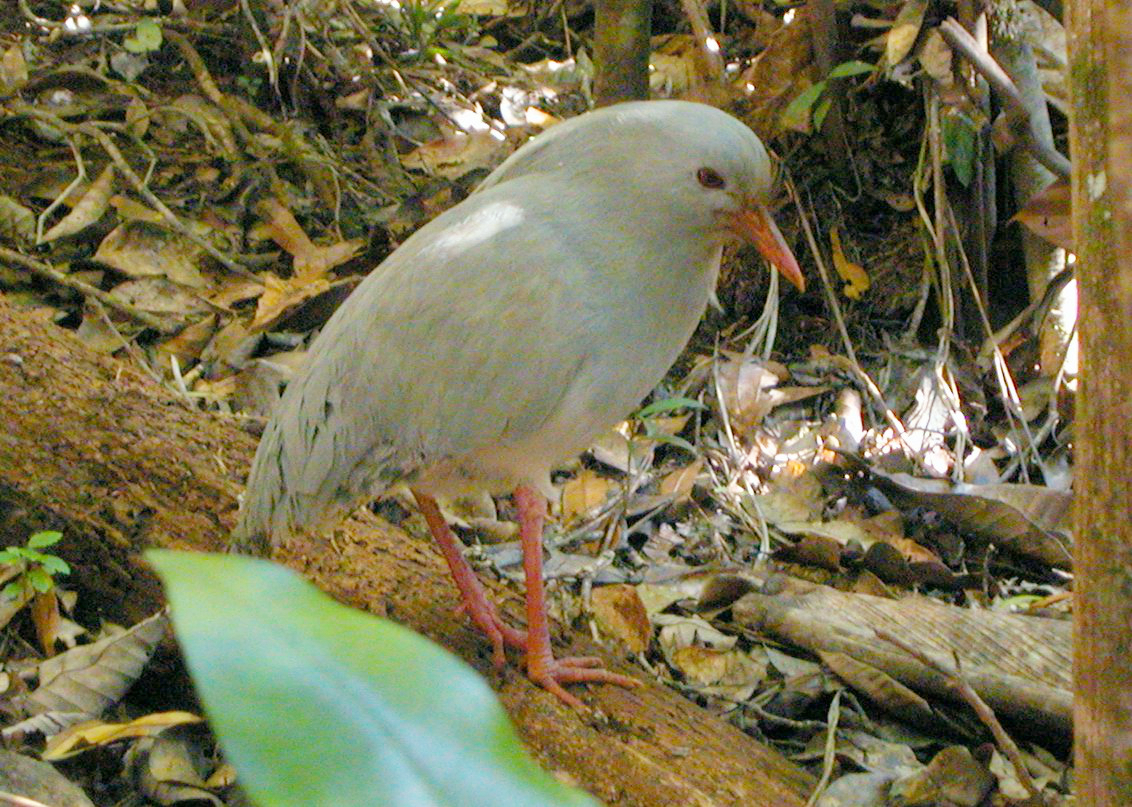
Кагу
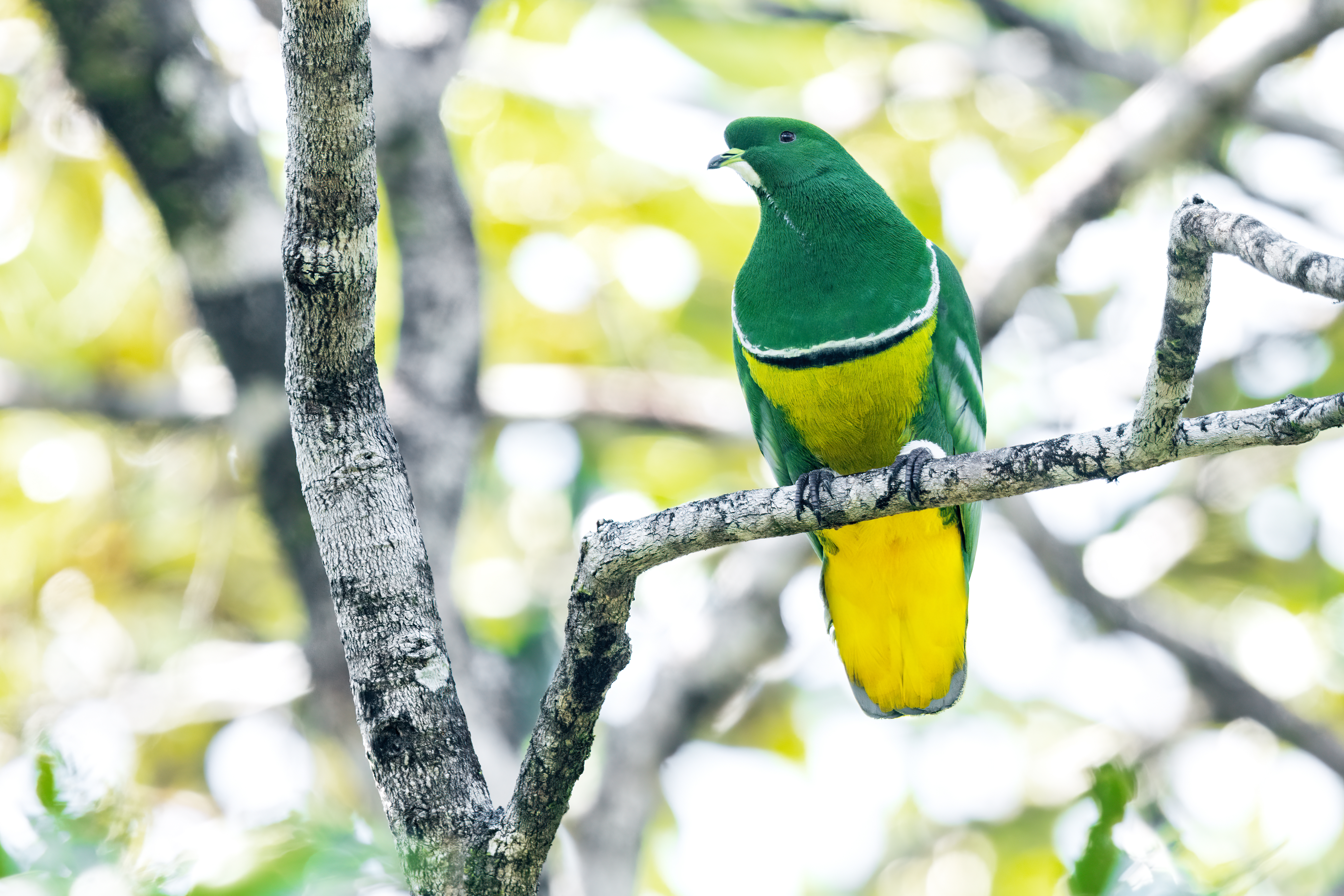
Новокаледонський тілопо
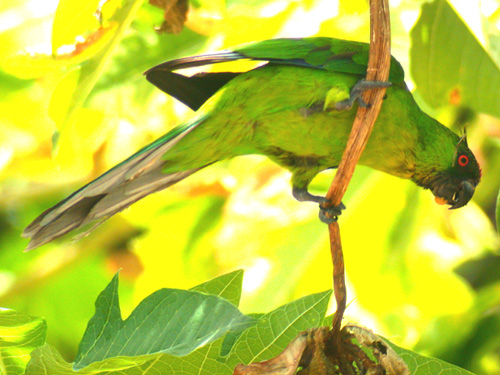
Садовий какарікі
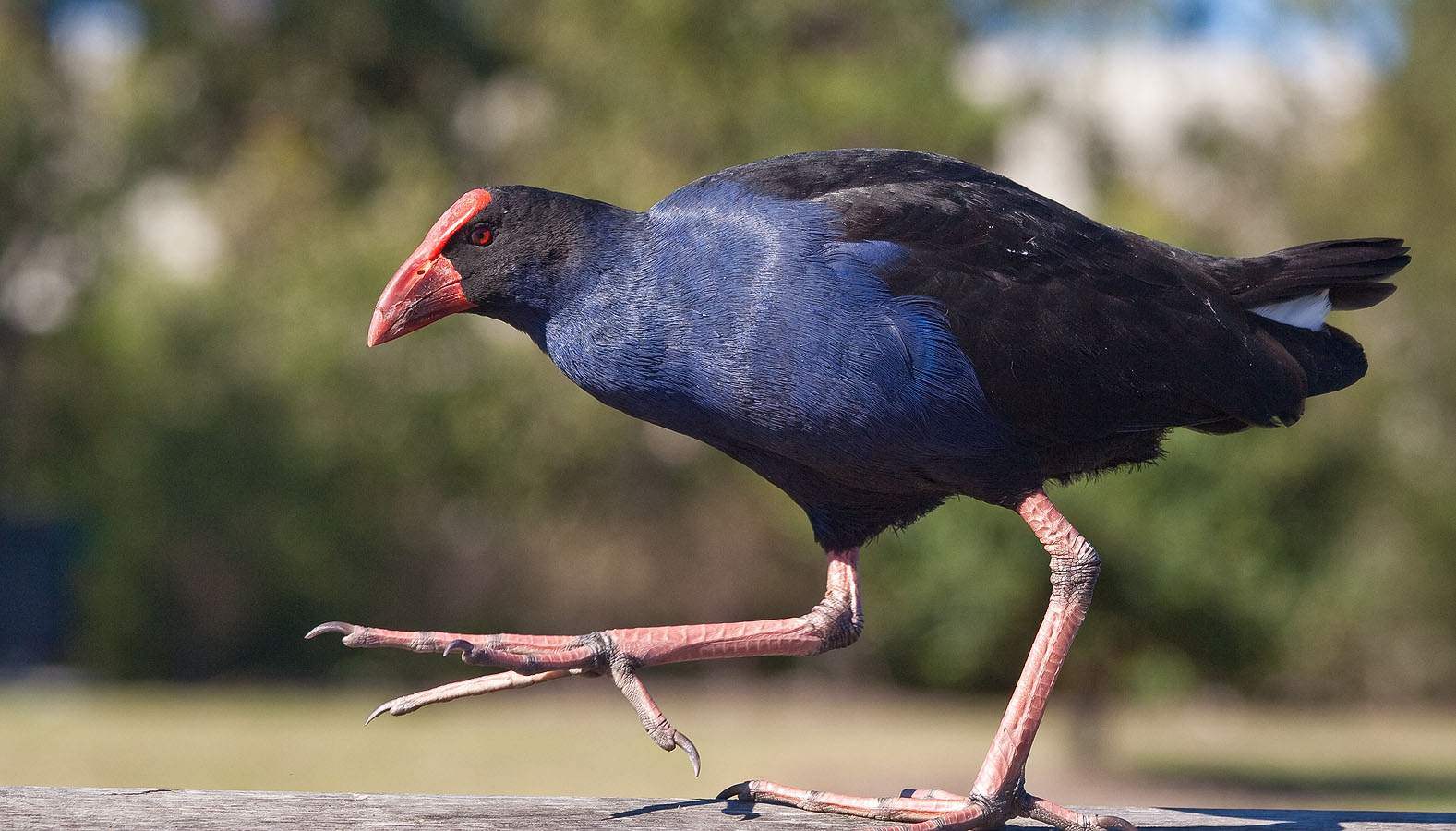
Австралійська султанка

Безліч дрібних островів, якими засіяні лагуни Нової Каледонії, є місцем гніздування для багатьох видів морських птахів. Вони гніздяться з жовтня по березень і в цей час бувають найбільш вразливі. Значну загрозу для них становлять щури, свині, собаки, забруднення, освітлювальні прилади, будівництво споруд, збільшення відпочивальників на пляжах. Бонінський тайфунник (Pterodroma hypoleuca), австралійський крячок (Sternula nereis) і таїтійський тайфунник (Pseudobulweria rostrata) є видами, яким найбільше загрожує небезпека вимирання. Вони розмножуються в колоніях на островах, розташованих в лагунах біля головного острова або на більш віддалених островах. Велика популяція птахів проживає на території рифів д'Антркасто (фр. Récifs d'Entrecasteaux), серед них тихоокеанський фрегат (Fregata minor) і фрегат-арієль (Fregata ariel). Багато крячків відкладають там яйця. Строкатих крячків (Onychoprion fuscatus serrata) нараховується понад 10 000 пар, це 1 % світової популяції. Є три види сул: червононога (Sula sula), жовтодзьоба (Sula dactylatra) та білочерева (Sula leucogaster).
У річках та озерах живуть 80 прісноводних видів риб.
З 3500 видів комах знайдених на Новій Каледонії, понад 2400 є ендеміками архіпелагу. До них належать кокосовий коник (Pseudophyllanax imperialis), другий за величиною коник в світі, жук-вусач Agrianome fairmairei, личинка якого використовується в місцевій кухні, метелик-косатець Papilio montrouzieri з великими металево-блакитного кольору крилами.

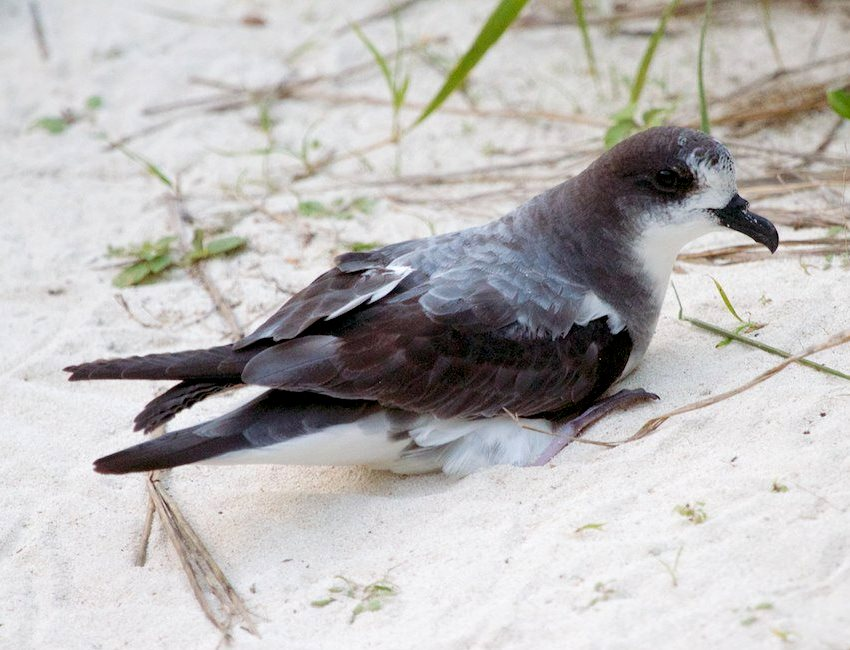
Тайфунник бонінський
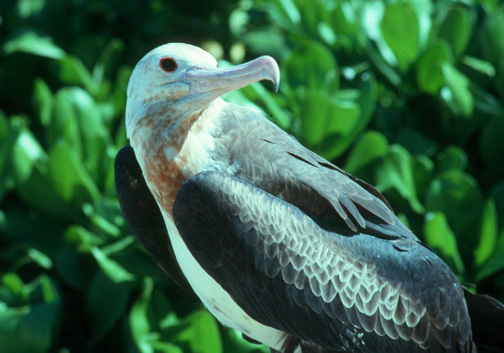
Фрегат тихоокеанський
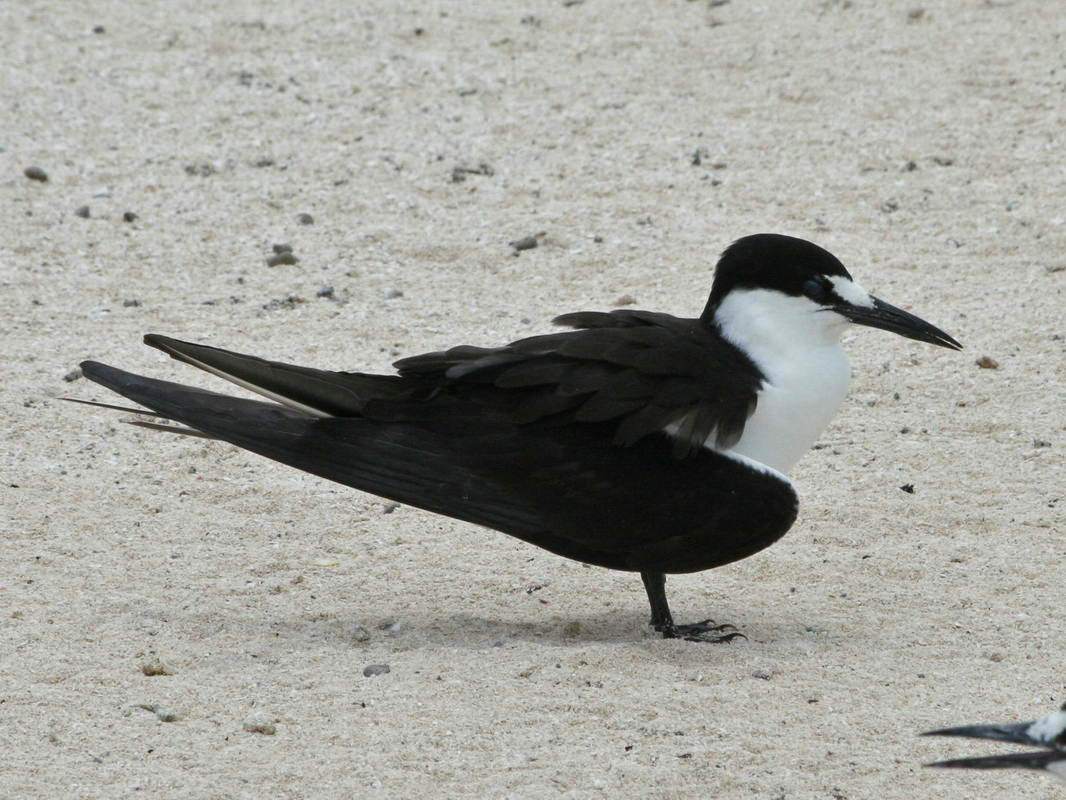
Крячок строкатий
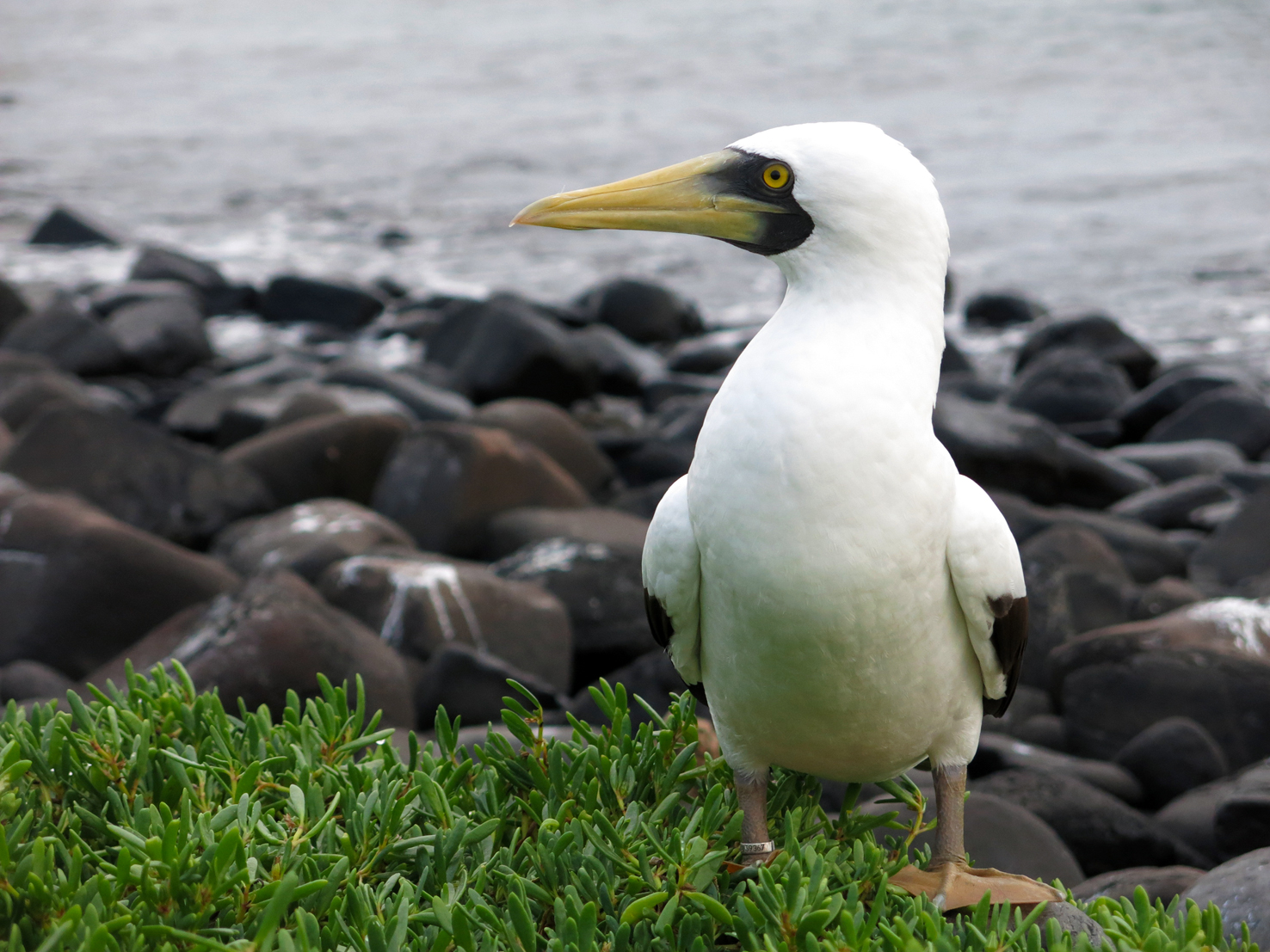
Сула жовтодзьоба
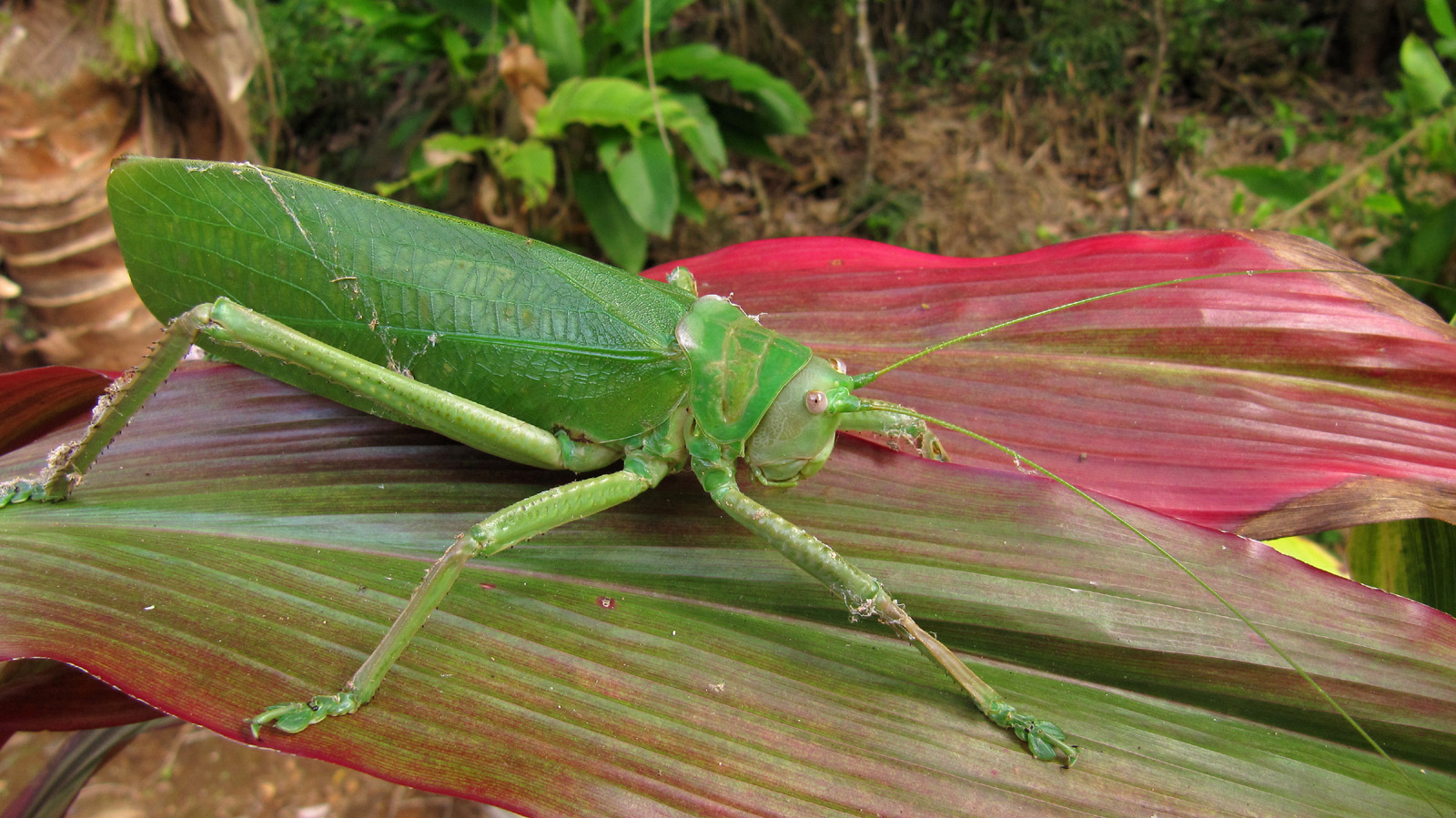
Коник Pseudophyllanax imperialis
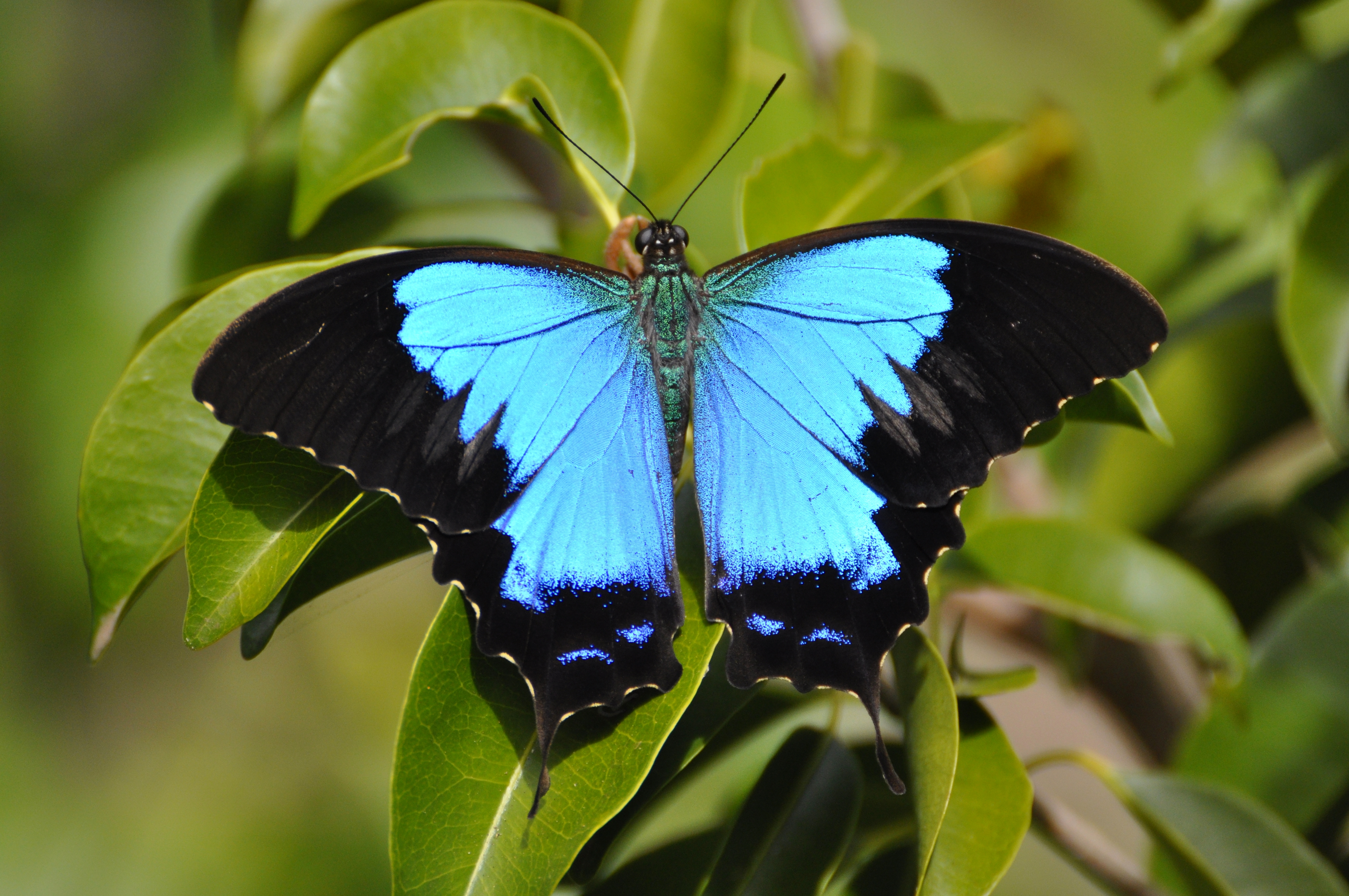
Метелик Papilio montrouzieri

## Морська фауна
Життєдайні води та надзвичайне різноманіття рифів та інших місць проживання, серед яких трав'янисте дно, мангрові ліси, ліжко з морських водоростей, забезпечують архіпелагові надзвичайне підводне біорізноманіття на відносно невеликій площі. Це 350 різних видів коралів, 1700 видів риб, а також до 5500 видів молюсків і 20 000 видів безхребетних тварин загалом. Видове багатство є найвищим на зовнішньому схилі рифового бар'єру, де воно може досягати 580 особин на гектар. Показник ендемічності серед водної флори та фауни є невисоким, але у водах Нової Каледонії виявлено багато видів, поки що недостатньо досліджених.
Зелена черепаха — широко представлений в каледонських лагунах вид морських рептилій. Доросла тварина в середньому досягає ваги 140 кг з довжиною панцира 110 см. Це священна тварина для канаків; черепаха споживається під час традиційних церемоній, коли клани з гір і моря обмінюються продуктами з їхнього середовища.
Дюгонь, або морська корова, — близький родич ламантина, є єдиним чисто рослиноїдним морським ссавцем. Після Австралії та Близького Сходу (Червоне море), Нова Каледонія є домівкою третьої в світі популяції цього виду. Дюгонь живе довго й має низьку репродуктивну швидкість, що робить цю тварину надзвичайно вразливою до вилову. Перебуває під захистом, але є обов'язковим об'єктом декількох традиційних канацьких церемоній. З дюгонню пов'язані деякі місцеві легенди.
Мешканець дна океану, наутилус (Nautilus macromphalus), головоногий молюск, вважається живим викопним. Його предки жили в кінці палеозойської ери ще 400 мільйонів років тому, поруч із амонітами, що вимерли наприкінці мезозойської ери. Nautilus macromphalus — місцевий ендемік, він у великій кількості зустрічається на зовнішніх схилах бар'єрного рифу та біля островів Луайоте. Життя наутилуса триває близько двадцяти років, росте він повільно. Враховуючи дуже низьку репродуктивну швидкість, вид лишається вразливим. На Гранд-Терр наутилусів ловлять пастками й продають їхні раковини в сувенірних лавках.
Приблизно дюжина видів китоподібних зафіксована в Новій Каледонії. Ці тварини тут не є рідкістю, розвинений навіть так званий китовий туризм, що полягає в спостереженні за китами та дельфінами. Велика південна лагуна (фр. Grand Lagon Sud) є основним районом розмноження горбатих китів, так би мовити їхнім «пологовим будинком».
Велика південна лагуна — це також єдине місце в світі, де можна зустріти новокаледонську губату котячу акулу (Aulohahaelurus kanakorum). Багато краси додають кораловим рифам маленькі, яскраво забарвлені риби. Їхній список довгий, серед них особливо яскраві риби-метелики, часто жовті й чорні, риби-клоуни, смугаста риба-хірург (Acanthurus lineatus). Велика північна лагуна (фр. Grand Lagon Nord) значно відрізняється від лагун півдня та південного заходу більшою глибиною й майже повною відсутністю коралових островів. Тут живуть риби, яких мало в інших місцях, зокрема риба-наполеон (Cheilinus undulatus), яку легко впізнати завдяки великому горбу на голові, шишколоба риба-папуга (Bolbometopon muricatum) та ін.
У новокаледонських водах є по-справжньому земноводні змії, які живуть як на суші, так і в морі. Серед них морська змія Дюбуа, чия отрута в десять разів сильніша за отруту кобри, але ці істоти не є ні агресивними, ні допитливими. Серед мангрових заростей місцеві жителі здавна збирають мангрових крабів (Scylla serrata), їхнє м'ясо дуже цінується, воно ніжне й ароматне. В останні роки китайські підприємці стали добувати цих крабів у великих масштабах і постачати на ринок, це відразу позначилось на популяції виду.

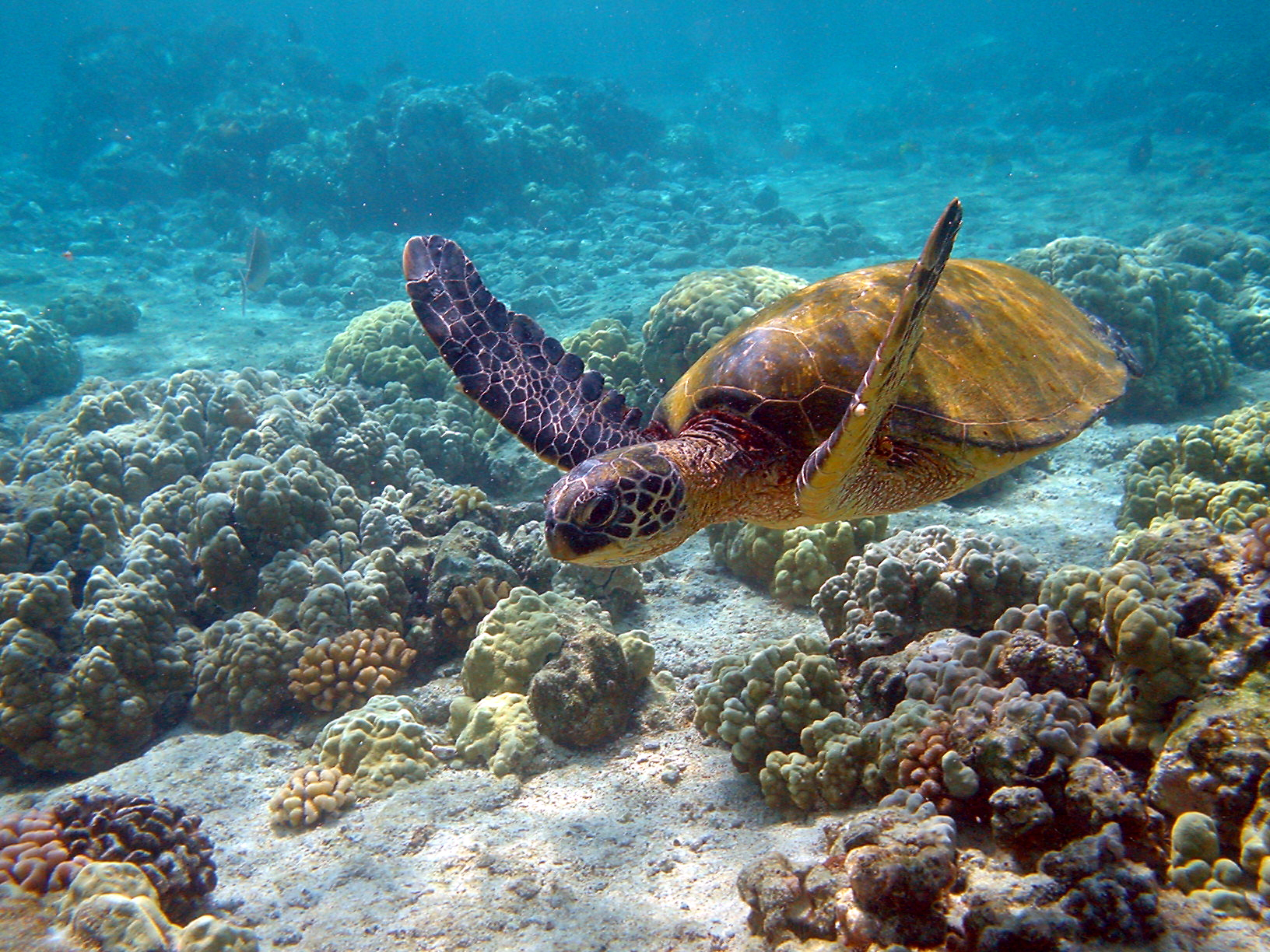
Зелена черепаха
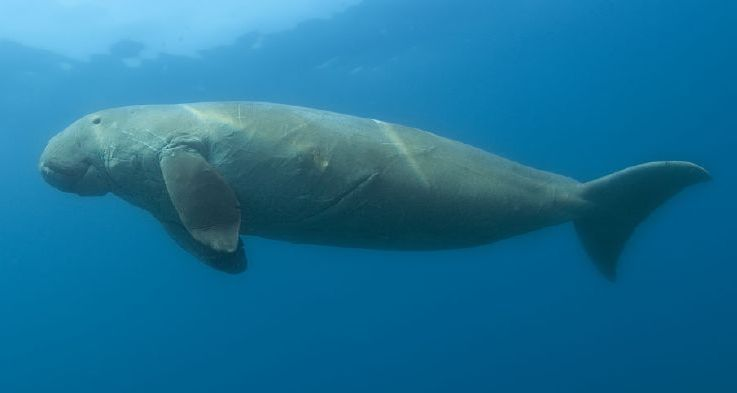
Дюгонь
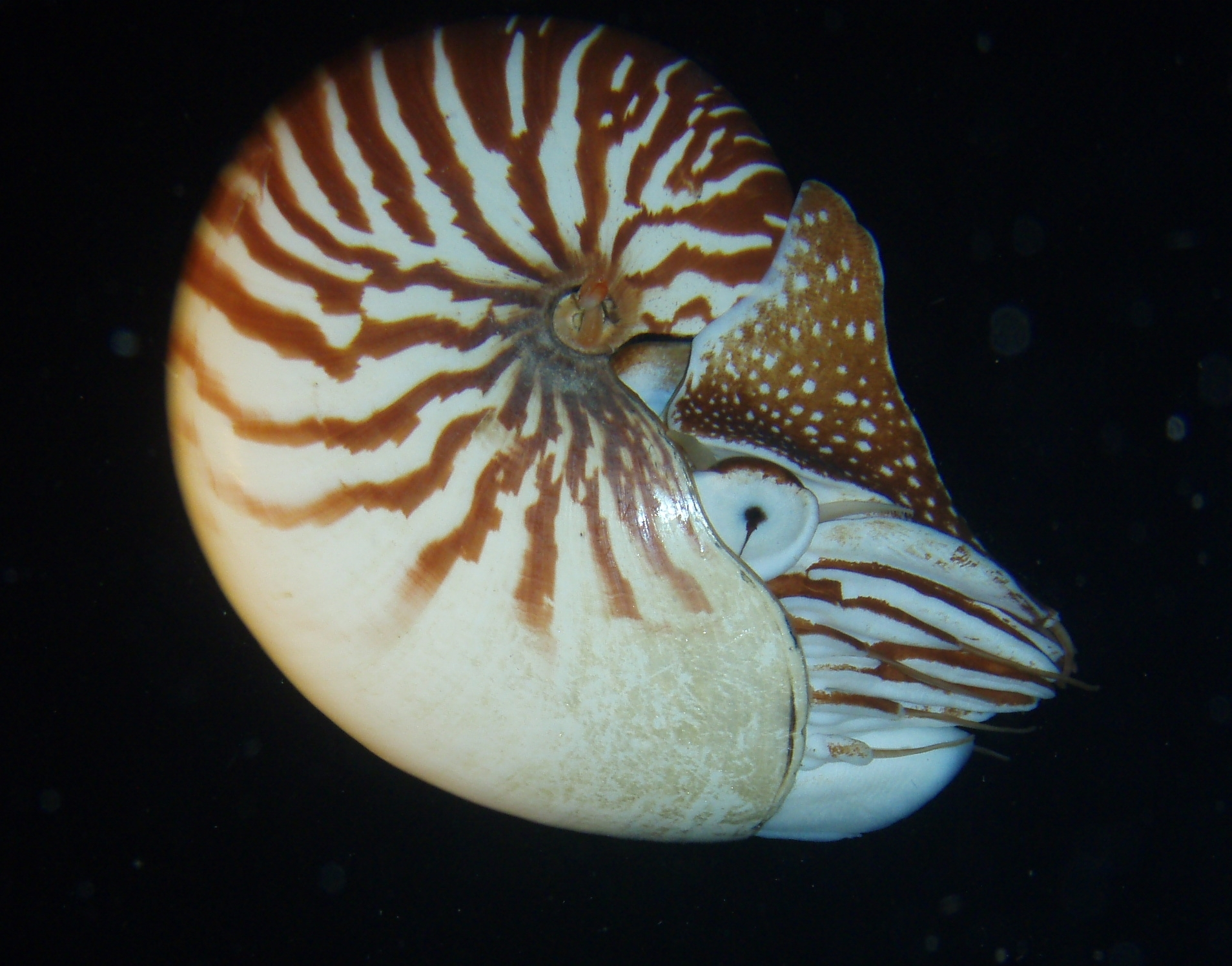
Наутилус
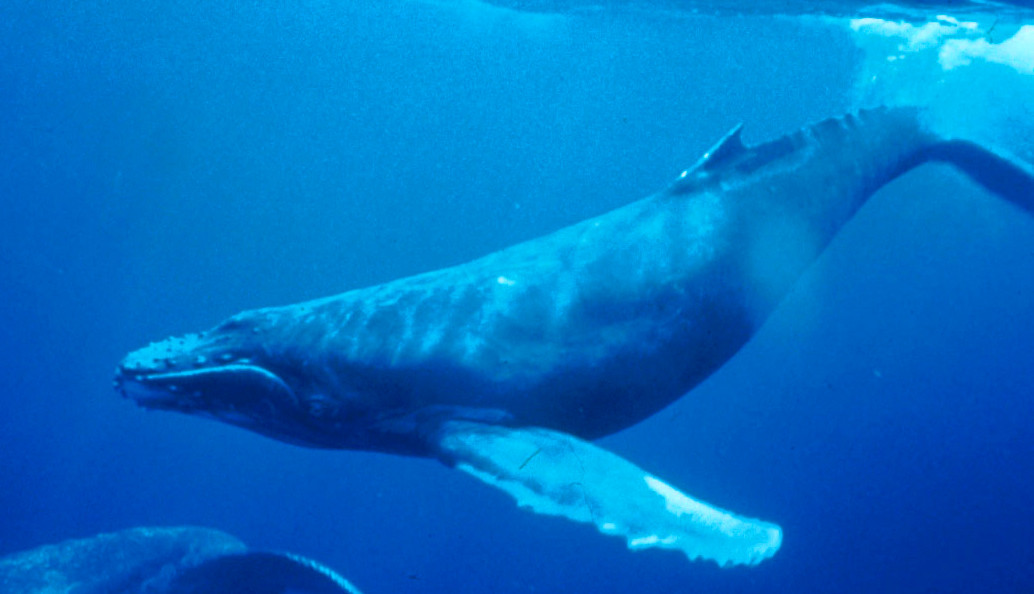
Горбатий кит
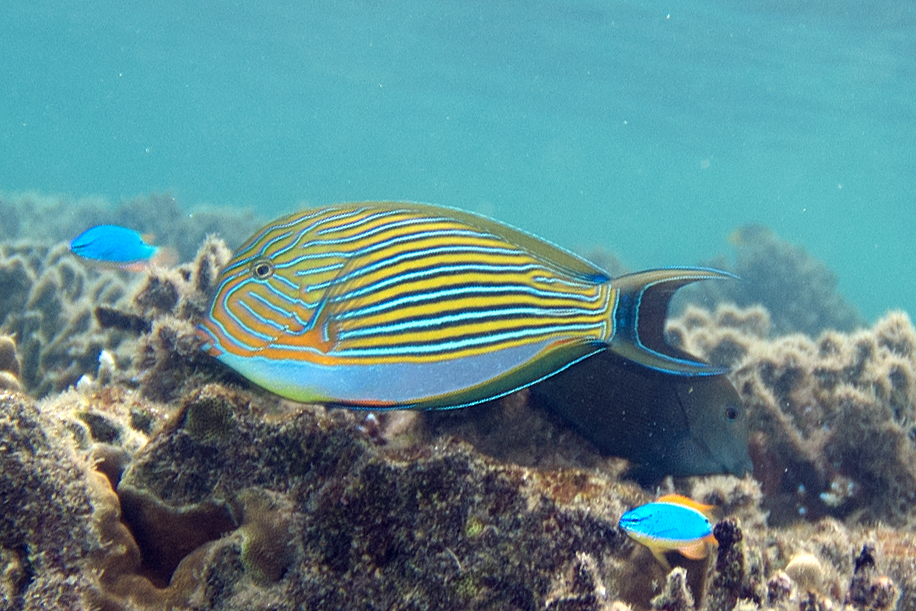
Смугастий хірург
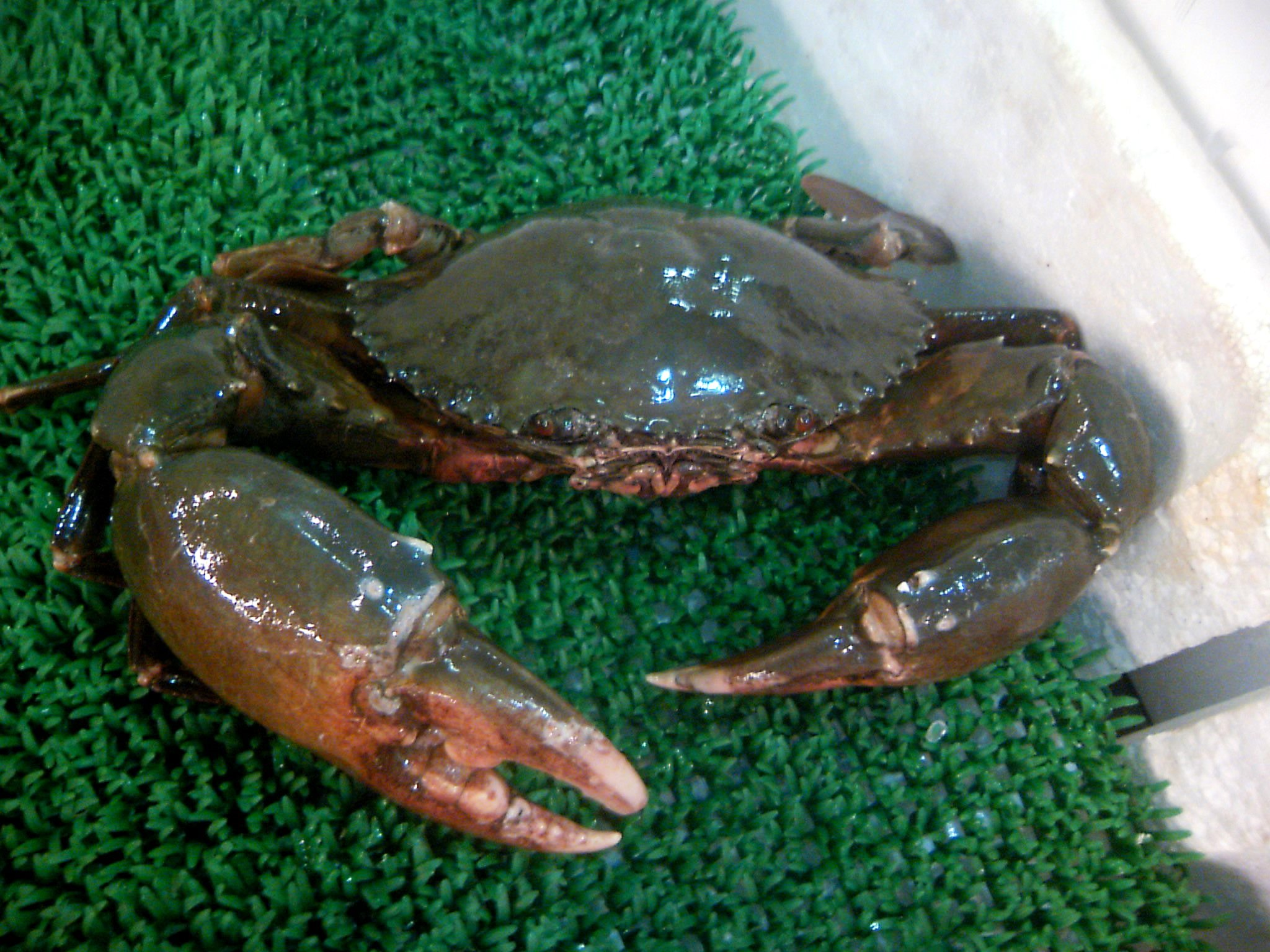
Краб Scylla serrata

## Охорона природи
Нова Каледонія належить до числа гарячих точок біорізноманіття, регіонів, винятково багатих на ендемічні види, чиє існування перебуває під загрозою, в першу чергу через антропогенний тиск. Рослинність і тваринний світ суходолу страждають від впровадження інтродукованих видів, розробку корисних копалин, вирубування лісів, пожеж, міську забудову та інші прояви діяльності людини. Зміна океанічних течій, підвищення температури та зміна хімічного складу морської води викликають деградацію коралових рифів, руйнують стабільність підводних екосистем.
За Матіньонською угодою 1988 року управління навколишнім середовищем у Новій Каледонії перебуває під юрисдикцією провінцій. Кожна з них затвердила спеціальні правила для захисту як екосистем у цілому, так і окремо видів, які знаходяться під загрозою вимирання. Колективна програма порятунку та відновлення всієї екосистеми в Новій Каледонії була розпочата в 1999 році. Створені наземні й морські заповідники, здійснюється регулювання полювання, рибальства, випалювання лісів, збирання рослинних продуктів та вилову тварин.
У Новій Каледонії існує декілька типів охоронних територій. На території інтегрального природного заповідника (фр. Réserve naturelle intégrale) заборонені мисливство та рибальство, будь-яка господарська діяльність, інтродукція будь-яких видів рослин і тварин, потрапити сюди можна лише за спеціального дозволу. На території провінційних парків (фр. Parc provincial) люди можуть відпочивати, але не завдаючи жодної шкоди місцевій флорі та фауні. Спеціальні заповідники (фр. Réserve spéciale) створені для охорони одного або декількох рідкісних видів рослин або тварин з метою їх відновлення та збереження. Загальна площа земель, що перебувають під охороною, 2011 року становила 71 084 га. Крім того існує 20 морських заповідників загальною площею 45 185 га.
Вся територія Островів Луайоте має статус інтегральних заповідних земель (фр. Réserve foncière intégrale). Управління земельними та морськими ресурсами здійснюється тут у відповідності з культурними традиціями корінного населення.
Заповідник Гора Паньє (фр. Réserves spéciales Mont Panié) розташований у Північній провінції, на схилах однойменної гори, що є найвищою вершиною Нової Каледонії. Був створений 1950 року й займає територію понад 5000 га. Тут збереглися ділянки дощового лісу, що є домівкою для багатьох ендемічних видів рослин і тварин. Символом заповідника є дерево Agathis montana, канаки називають його Даю Біїк (Dayu Biik). Однойменна організація, що складається з представників місцевих племен, залучена до управління заповідними територіями. Особливі зусилля докладаються до підвищення обізнаності населення про захист навколишнього середовища, до боротьби з інвазивними видами та відновлення окремих ділянок лісів. У плані розвитку екотуризму проводяться організовані сходження туристів на гору Паньє.
Провінційний парк Рів'єр Блю (Синя Річка, фр. Parc provincial de la Rivière Bleue) розташований за 60 кілометрів на південь від Нумеа. Заснований 1972 року, його площа становить 22 тис. га. Територія парку зайнята в основному диким лісом. Тут ростуть ендемічні Arillastrum gummiferum з родини миртових, каорі (Agathis lanceolata), Montrouziera cauliflora з родини клузієвих, араукарії та ін. У цьому парку є багато живих пам'ятників, серед яких «Grand Kaori» — дерево, якому ймовірно вже 1000 років, та «Araucaria dans le Houp» — старі величні дерева, які за два століття тісно переплелись між собою.